# Municipio de Corinna
El municipio de Corinna (en inglés: Corinna Township) es un municipio ubicado en el condado de Wright en el estado estadounidense de Minnesota. En el año 2010 tenía una población de 2322 habitantes y una densidad poblacional de 27,25 personas por km².

## Geografía
El municipio de Corinna se encuentra ubicado en las coordenadas 45°17′4″N 94°4′28″O / 45.28444, -94.07444. Según la Oficina del Censo de los Estados Unidos, el municipio tiene una superficie total de 85.22 km², de la cual 63,28 km² corresponden a tierra firme y (25,74 %) 21,94 km² es agua.

## Demografía
Según el censo de 2010, había 2322 personas residiendo en el municipio de Corinna. La densidad de población era de 27,25 hab./km². De los 2322 habitantes, el municipio de Corinna estaba compuesto por el 98,02 % blancos, el 0,65 % eran afroamericanos, el 0,13 % eran amerindios, el 0,3 % eran asiáticos, el 0,3 % eran de otras razas y el 0,6 % eran de una mezcla de razas. Del total de la población el 0,9 % eran hispanos o latinos de cualquier raza.